# 阿斯托加 (莱昂省)
阿斯托加（西班牙語：Astorga）是西班牙卡斯蒂利亚-莱昂莱昂省的一个市镇。总面积47平方公里，总人口12242人（2001年），人口密度260人/平方公里。

## 友好城市
- 法國 穆瓦萨克